# Зарудинці (Вінницький район)
Зару́динці — село в Україні, у Немирівській міській громаді Вінницького району Вінницької області, за 2 км від станції Кароліна. Населення становить 332 особи.

## Історія
12 червня 2020 року, відповідно до Розпорядження Кабінету Міністрів України  № 707-р «Про визначення адміністративних центрів та затвердження територій територіальних громад Вінницької області», увійшло до складу Немирівської міської громади.
19 липня 2020 року, в результаті адміністративно-територіальної реформи та ліквідації Немирівського району, село увійшло до складу Вінницького району.

## Населення

### Мова
Розподіл населення за рідною мовою за даними перепису 2001 року:
| Мова       | Відсоток |
| ---------- | -------- |
| українська | 99,4%    |
| російська  | 0,6%     |